# 지방도 제587호선
지방도 제587호선은 충청북도 진천군 덕산면 합목삼거리와 이월면 옥정재를 잇는 충청북도의 폐지된 지방도이다.
2010년부터 지방도 제302호선과 통합되었다.

## 연혁
- 2003년 2월 14일 : 노선 폐지 및 재지정[1]
- 2008년 12월 26일 : 지방도 도로구역 지정[2]
- 2010년 9월 : 지방도 제302호선과 통합[3]

## 주요 경유지
- 진천군
  - 덕산면 합목삼거리 - 합목리 - 신월리 - 미잠리 - 미잠1교 - 미잠삼거리 - 미잠교 - 대막삼거리 - 송림교 - 송림삼거리 - 송림리
  - 이월면 이월저수지 - 천룡CC - 신계리 - 옥정재 - (지방도 제302호선과 직결)

## 도로명
- 진천군 덕산면 합목삼거리 ~ 이월면 대막삼거리 : 이덕로
- 진천군 이월면 대막삼거리 ~ 송림삼거리 : 진광로
- 진천군 이월면 송림삼거리 ~ 옥정재 : 진안로